# ごちゃまぜLOVE
「ごちゃまぜLOVE」（ごちゃまぜ・ラブ）は、後藤真希の2001年に発表されたソロ楽曲。

## 解説
- 後藤がモーニング娘。に在籍していた時期にコンサート会場で販売された。（後藤が2001年3月28日に「愛のバカやろう」でソロデビューする直前の時期である）
- 当時のメンバー（後藤のほか、中澤裕子、安倍なつみ、飯田圭織、保田圭、矢口真里、吉澤ひとみ、辻希美、加護亜依、石川梨華）のソロ楽曲が1枚につき1曲収録された8cm CDが10枚セットになっていた。
- また、このCDはファンクラブ通信販売でも購入できた。ファンクラブではソロ楽曲のCDを単体でも購入することができ、10枚セットで購入する場合のみオリジナルCDホルダーが付いていた。
- 後藤は、曲の途中で「ジェットコースタ〜 コーヒーカップ〜 メリーゴーランド あと、お化け屋敷 あと、あとなんだっけ？わかんない？！」という場面があるが、あとのつんくとの対談にて好きな遊園地のアトラクションを言っていくという設定だったが、本番時は全く頭に言葉浮かばなかったが、そのままその部分が使われていたと語っていた。
- track2には後藤本人からのメッセージが収録されている。

## 収録曲
1. ごちゃまぜLOVE
  - 作詞・作曲：つんく/編曲：米光亮
2. message from maki